# Markus Suttner
Markus Suttner (n. 16 d'abril de 1987) és un futbolista professional austríac que juga com a defensa i actualment juga al FC Ingolstadt 04. Suttner va arribar a través del sistema juvenil a Àustria Wien, es va unir oficialment al club l'1 de juliol de 2007. Va estar convocat a l'equip austríac per a la classificació del Campionat europeu Sub-21, i compta amb 5 gols al seu nom. Suttner va fer el seu debut amb la selecció absoluta l'1 de juny de 2012, en una victòria 3–2 contra Ucraïna en un partit amistós.